# Hvězdnice alpská

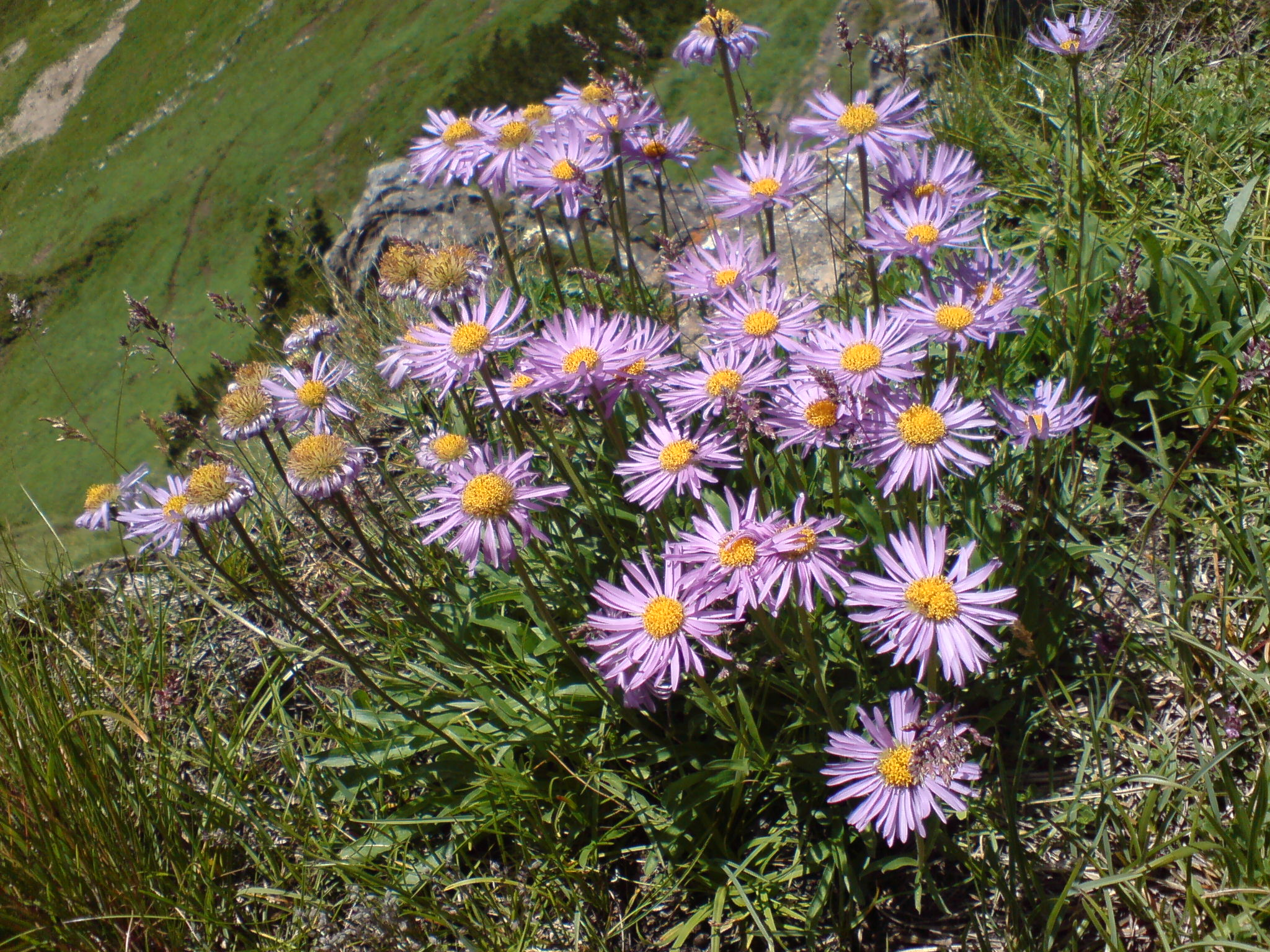
Hvězdnice alpská v přirozeném prostředí, Alpy

Hvězdnice alpská (Aster alpinus) je rostlina, bylina, která je řazena do čeledi hvězdnicovité (Asteraceae). Kvete v červnu až červenci modrofialovými úbory se žlutým středem.

## Výskyt
Hvězdnice alpská se vyskytuje v Eurasii od Evropy a jihozápadní Asie přes Rusko po Čínu a Mongolsko a v západních oblastech Severní Ameriky. Druh má arkto-alpínské rozšíření, vyskytuje se v severských oblastech Eurasie a Severní Ameriky a v subalpínském až alpínském stupni hor. Roste zejména na vápencových podkladech. Je to charakteristická rostlina vyšších poloh v Alpách a Pyrenejích, roste i ve vyšších pohořích jižní a jihovýchodní Evropy.
Vyrůstá ve stepních oblastech, na teplých výslunných pastvinách, suťových polích a skalách, na místech s dostatkem slunečního svitu.

### Výskyt v Česku
V České republice oblast výskytu zasahuje především severní Čechy (CHKO Lužické hory a České středohoří). Na Moravě se druh podle některých zdrojů vyskytuje pouze ve Velké Kotlině a Sokolí skále v CHKO Jeseníky.

## Popis
Vytrvalá trsnatá rostlina s přitiskle ochlupenou lodyhou obvykle přímou, někdy krátce vystoupavou, vyrůstající z krátkého dřevnatějícího oddenku. Tuhá lodyha, teprve v horní části se větvící, dorůstá do výšky 10 až 20 cm a je řídce olistěná střídavě postavenými listy. Rostlina má obnovovací pupeny u země (hemikryptofyt).

### List
Přízemní listy jsou zeleně zbarvené, kopisťovité až eliptické, celokrajné, pýřité až chlupaté.

### Květenství a plody
Květenstvím je úbor, složený z jazykovitých fialově modrých květů po okraji a žlutými trubkovitými květy v terči. Trubkovité květy jsou pětičetné. Rostlina vykvétá na počátku léta, v červnu až červenci. Plodem jsou podlouhlé nažky s chmýrem.

## Ohrožení
Hvězdnice alpská je řazena ke kriticky ohroženým druhům květeny ČR.

## Použití

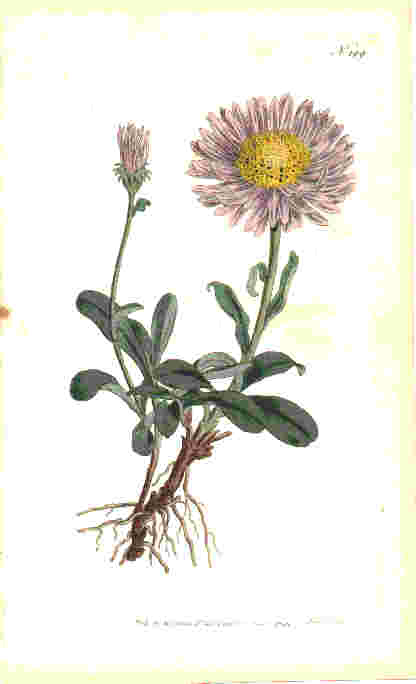
Hvězdnice alpská, rytina Williama Curtise

Pro své výrazné květy se hvězdnice alpská vysazuje do ozdobných skalek, suchých zídek, nádob a sušších záhonů s trvalkami na slunných stanovištích, kde vynikne.

### Pěstování
Vyžaduje slunné stanoviště, vyhovuje jí nejlépe, písčitá, mírně vlhká, propustná půda s nízkým obsahem živin. Ale snáší i polostín. Podle některých zdrojů je vhodná alkalická půda, podle jiných vyžaduje kyselé podloží.
Je pěstována v odrůdách lišících se velikostí nebo barvou květů (modrofialová, bílá, světle modrá, růžová) Mezi pěstované kultivary patří například: 'Albus', 'Goliath', 'Happy End', 'Roseus'.

## Množení
Lze ji rozmnožovat semenem, ve velkovýrobě se množí řízkováním ze zahradnických kultur, v malém množství ji lze také rozmnožit dělením trsů v předjaří.

## Choroby a škůdci
Druh trpí na padlí, plíseň šedou (botrytidu), a listy mohou poškozovat plži.